# Maison Tavel

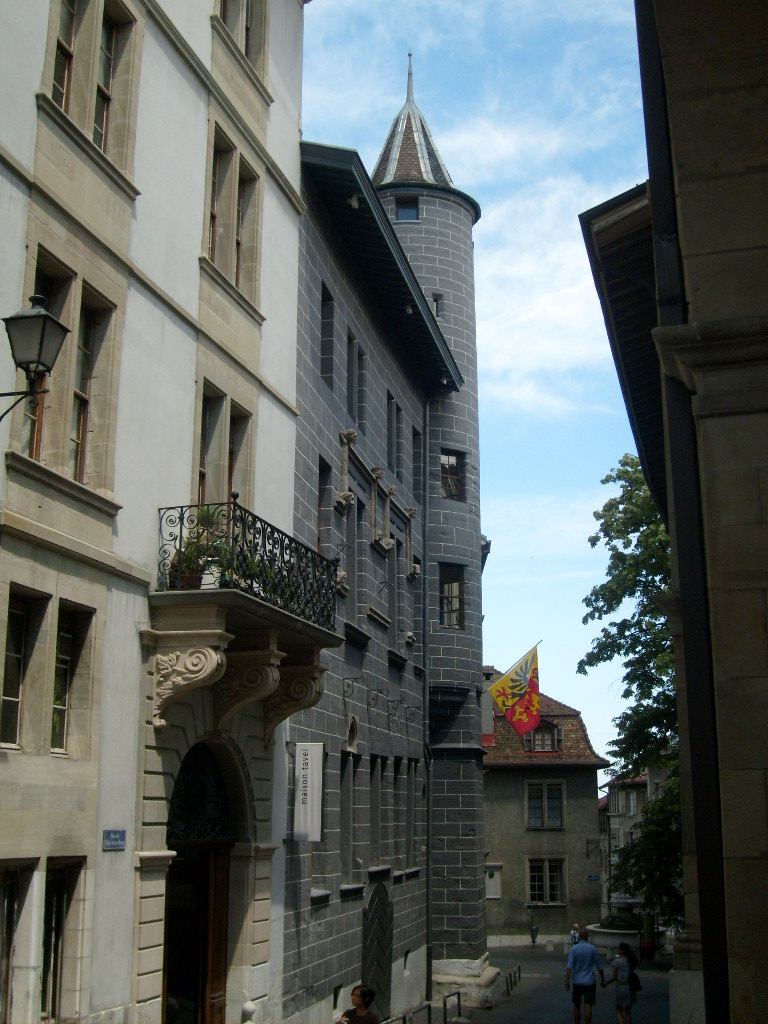
Maison Tavel

Die Maison Tavel ist ein Genfer Museum und das älteste noch existierende Wohnhaus der Stadt. Es ist Teil der Musées d’Art et d’Histoire und zeigt Exponate zur Geschichte der Stadt Genf. Das Gebäude aus dem 14. Jahrhundert stammende Gebäude ist ein Beispiel ziviler Architektur des Mittelalters in der Schweiz. Es befindet sich an der rue du Puits-Saint-Pierre 6, im Herzen der Altstadt Genfs. 

## Geschichte
1334 zerstörte ein grosser Brand einen Teil der Stadt einschliesslich des Hauses der Tavel, einer lokalen Adelsfamilie. Kurz danach bauten diese das jetzige Gebäude, gleichzeitig als Stadtpalast und festes Haus mit zwei kleinen Ecktürmchen. Im 17. Jahrhundert erwerben die Calandrini, eine reiche Händlerfamilie, das Haus, renovieren es, brechen eines der Türmchen ab und durchbrechen die Wände für neue Fenster. 
Die Maison Tavel wurde 1923 unter Denkmalschutz gestellt. Vierzig Jahre später von der Stadt Genf gekauft, wurde das inzwischen heruntergekommene Gebäude von 1970 bis 1986 durch den Architekten Antoine Galeras renoviert. Seitdem wird es als Museum für die Stadtgeschichte genutzt. 

## Gebäude

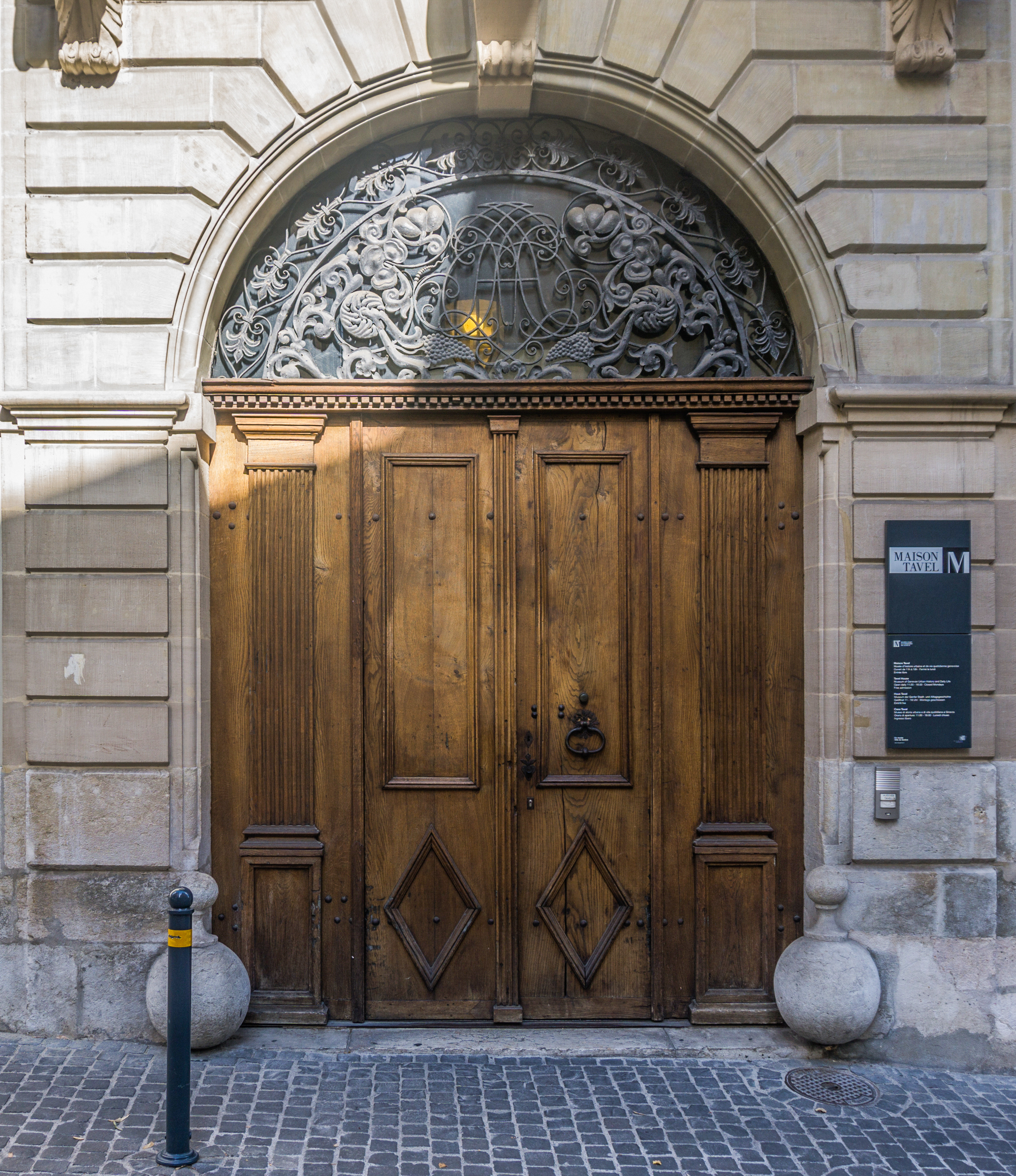
Maison Tavel Tür

Im Garten fand man eine Zisterne aus dem 17. Jahrhundert mit 7 m Durchmesser sowie turmartige romanische Grundmauern aus dem 11. Jahrhundert, die bis in 10 m Tiefe reichen. Unten im Gebäude befinden sich über zwei Stockwerke monumentale Kellergewölbe, die aus dem 13. Jahrhundert stammen, vor Brand von 1334. Zehn gotische Steinskulpturen mit Gesichtern aus den Jahren 1334–1337 schmücken die Aussenfassade. Sie ist zur Strasse dunkelgrau angestrichen, um dem Zustand des 17. Jahrhunderts wiederzugeben.

## Exponate
- Gobelet André Falquet